# Земља Минотаура
Земља Минотаура (енгл. Land of the Minotaur), познат и по британском наслову Ђавољи људи (енгл. The Devil’s Men) грчки је хорор филм из 1976. године, редитеља Костаса Карајаниса, са Доналдом Плезенсом и Питером Кушингом у главним улогама. Музику за филм компоновао је познати британски музичар Брајан Ино, док је специјалне ефекте радио Зоран Перишић, који је две године касније награђен Оскаром за рад на филму Супермен (1978). Радња прати ирског свештеника који покушава да заустави грчки сатанистички култ.
Кушинг је од раније познат у хорор жанру по улогама проф. Абрахама ван Хелсинга и Виктора Франкенштајна у филмским серијалима продукцијске куће Хамер о Дракули (1958—1974) и Франкенштајну (1957—1974). С друге стране, Плезенс је славу у хорор жанру стекао нешто касније, улогом др Семјуела Лумиса у филмском серијалу Ноћ вештица (1978—1995).
Филм је премијерно приказан 13. августа 1976, у дистрибуцији продукцијске куће Crown International Pictures. Добио је негативне оцене критичара. Публика сајта Ротен томејтоуз оценила га је са 3%.

## Радња
Након што неколико група туриста у Грчкој нестане без трага и гласа, ирски свештеник, отац Роше, одлучује да отпутује у Грчку и открије шта се дешава. На путу му се придружују приватни детектив, Мајо Кеј, и Лори Гордон, студенткиња археологије и вереница једног од несталих. Отац Роше сумња да ће туристи бити жртвовани Минотауру у обреду сатанистичког култа који предводи барон Корофакс.

## Улоге
| Глумац            | Улога              |
| ----------------- | ------------------ |
| Доналд Плезенс    | отац Роше          |
| Питер Кушинг      | барон Корофакс     |
| Луан Питерс       | Лори Гордон        |
| Костас Карајанис  | Мајло Кеј          |
| Фернандо Бисламис | наредник Вендрис   |
| Џорџ Веулис       | Макс               |
| Вана Ревил        | Бет                |
| Никос Верлекис    | Ијан               |
| Роберт Бехлинг    | Том Гифорд         |
| Ана Мацаурани     | госпођа Микаелис   |
| Анестис Влакос    | продавац Карападес |
| Џејн Лајл         | Мајлова девојка    |
| Џесика Даблин     | госпођа Загрос     |